# ریپ کرل
ریپ کرل (انگلیسی: Rip Curl) شرکت پوشاک استرالیایی است، که در سال ۱۹۶۹ تأسیس شد.